# El testaferro
El testaferro (títol original en anglès The Front) és una pel·lícula estatunidenca dirigida per Martin Ritt, estrenada el 1976. Ha estat doblada al català.

## Argument[2]
Inspirada en fets reals i desenvolupada als Estats Units del temps del maccarthisme, la història posa en escena Howard Prince, un senzill cambrer sense conviccions polítiques, que accepta per amistat amb un guionista de la llista negra de Hollywood de convertir-se en el seu «testaferro». Signant, sense haver-les creat, obres de diversos escriptors que són a la llista com a sospitosos de simpaties comunistes, Howard no triga a trobar l'èxit. El subterfugi funciona fins que, víctima del clima de paranoia i de delació generalitzat, l'excambrer és al seu torn convocat pel sinistre «comitè d'Activitats Antiamericanes».
En el moment de testimoniar, el «testaferro» declara negar als membres del comitè el dret d'interrogar-lo sobre les seves opinions i a més que ... «se'n vagin a … ! »
Aquest acte de valor el conduirà a la presó.

## Repartiment
- Woody Allen: Howard Prince
- Zero Mostel: Hecky Brown
- Herschel Bernardi: Phil Sussman
- Michael Murphy: Alfred Miller
- Andrea Marcovicci: Florence Barrett
- Remak Ramsay: Hennessey
- Marvin Lichterman: Myer Prince
- Lloyd Gough: Delaney
- David Margulies: Phelps
- Danny Aiello: Danny LaGattuta
- Sam McMurray: Jove a la festa
- Lucy Lee Flippin: Infermera

## Premis i nominacions

### Nominacions
- 1977: Oscar al millor guió original per Walter Bernstein
- 1977: Globus d'Or a la millor actriu dramàtica debutant per Andrea Marcovicci
- 1978: BAFTA al millor actor secundari per Zero Mostel